# Diablo Canyon
| Recensione | Giudizio |
| ---------- | -------- |
| AllMusic   |          |

Diablo Canyon è un album degli Outlaws, pubblicato dalla Blue Bureau International Records nel 1994. Il disco fu registrato al Phoenix Hill Recording Studios di Macon, Georgia (Stati Uniti).

## Tracce
1. Diablo Canyon – 7:01 (Hughie Thomasson)
2. Dregs Fall to the Wicked – 5:10 (Hughie Thomasson, Cooper, Tsaerios)
3. Let the Fingers Do the Walkin' – 4:49 (Hughie Thomasson)
4. Steam on the Blacktop – 4:49 (Stan Lynch, Danny Kortchmar)
5. Macon Blues – 5:48 (Chris Hicks)
6. New Frontier – 5:20 (Hughie Thomasson, Chris Hicks, B.B. Borden)
7. Brother Travis – 4:58 (Hughie Thomasson, Ronnie VanZandt, Manera)
8. The Wheel – 5:20 (Chris Hicks)
9. Freedom in Flight – 4:21 (Hughie Thomasson)
10. Alligator Alley – 4:52 (Hughie Thomasson)

## Musicisti
- Hughie Thomasson - chitarra solista, voce solista, produttore
- Chris Hicks - chitarra, voce solista
- Jeff Howell - basso, voce
- B.B. Borden - batteria, percussioni

Ospiti
- Willie Morris - accompagnamento vocale, cori
- Mickey Mulcahy - chitarra (brano: Steam on the Blacktop)
- Gary Rossington - chitarra slide solista (brano: Macon Blues)
- Gary Rossington - chitarra solista aggiunta (brano: Brother Travis)
- Mike Varney - chitarra baritono (brano: Macon Blues)
- Billy Powell - pianoforte (brani: Macon Blues e Brother Travis)
- Mike Mani - organo B3 (brano: The Wheel)
- Corkey - rumori (motocicletta Harley Davidson)